# Маска (энтомология)

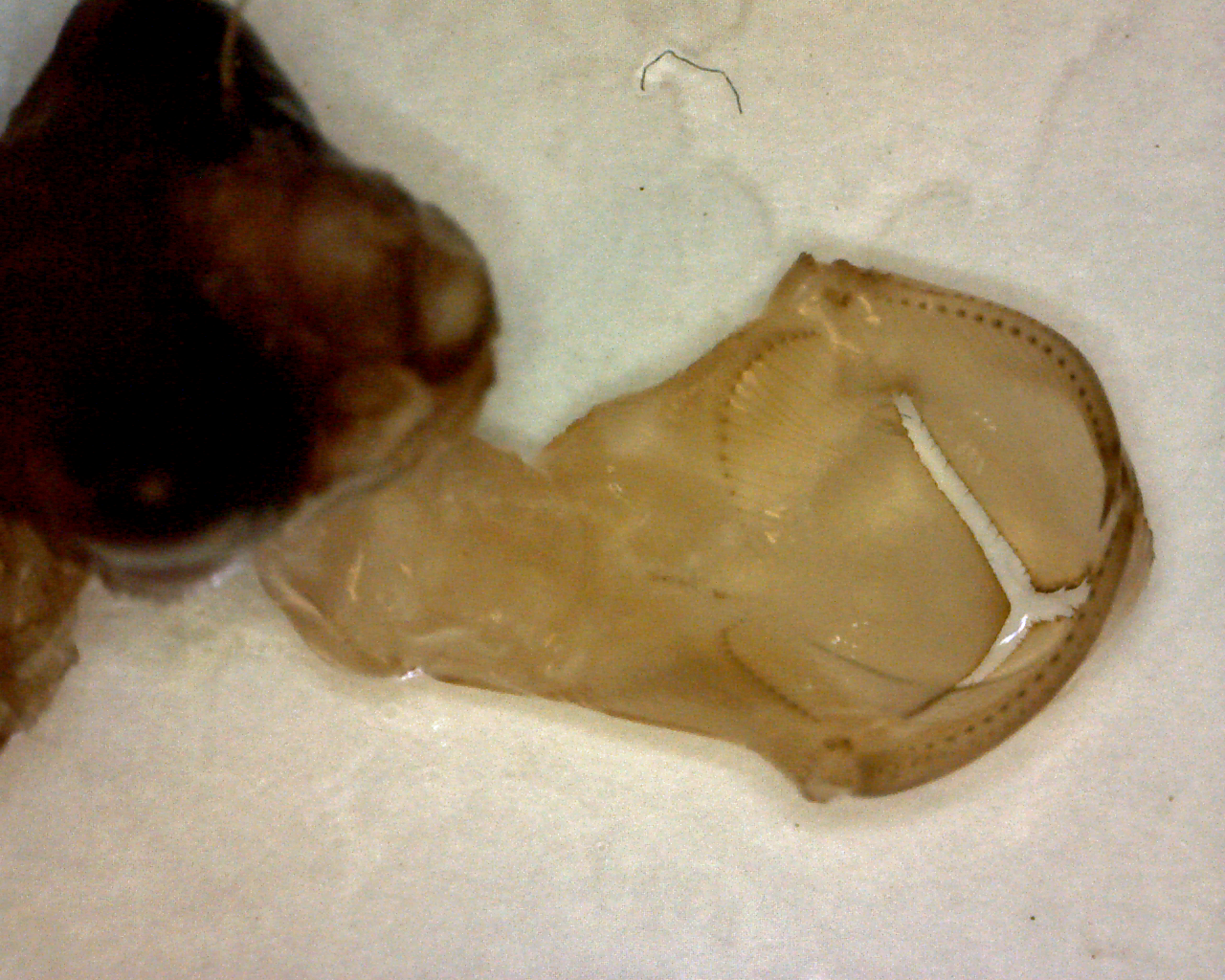
Маска личинки бродяжки рыжей

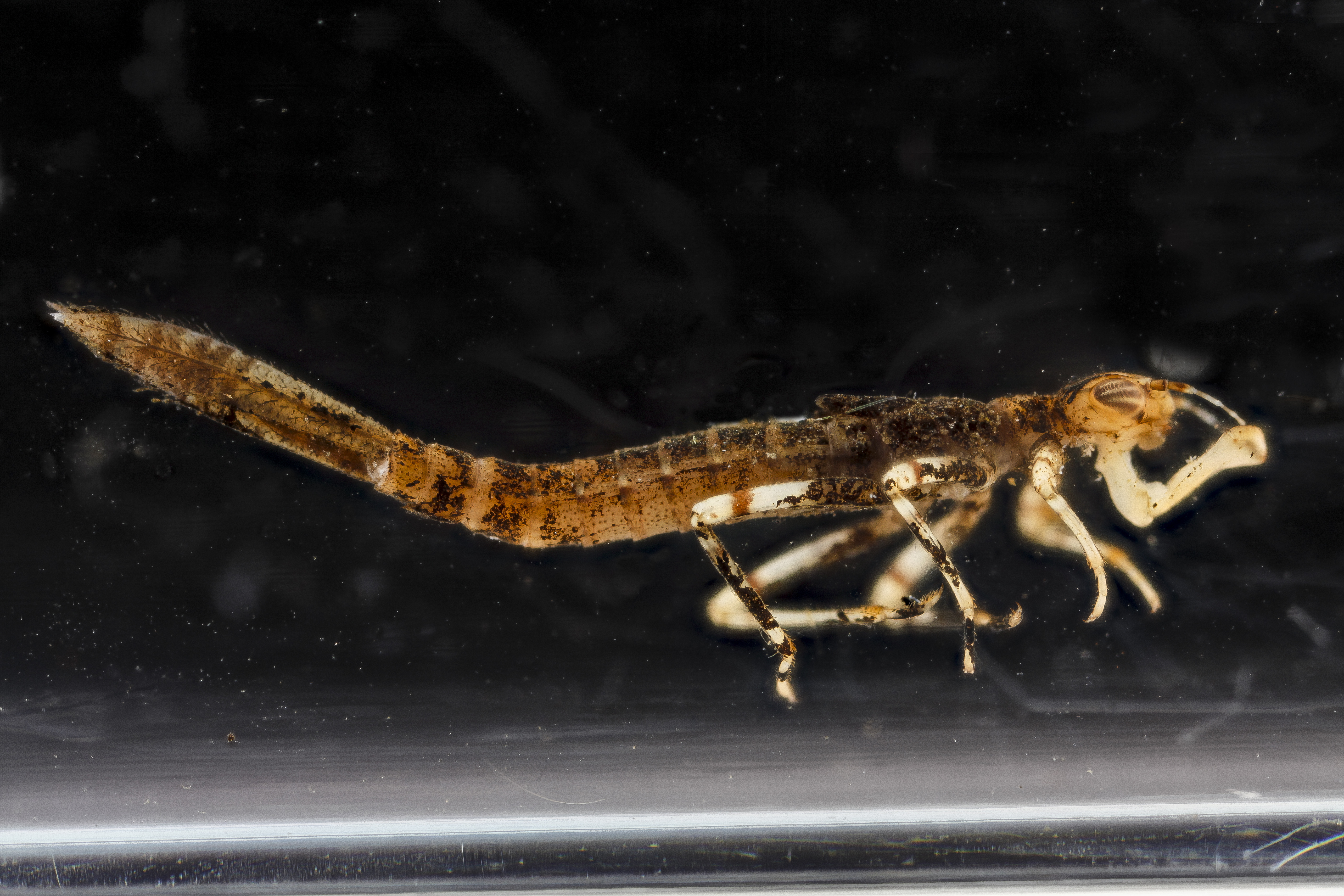
Личинка стрекозы с вытянутой маской

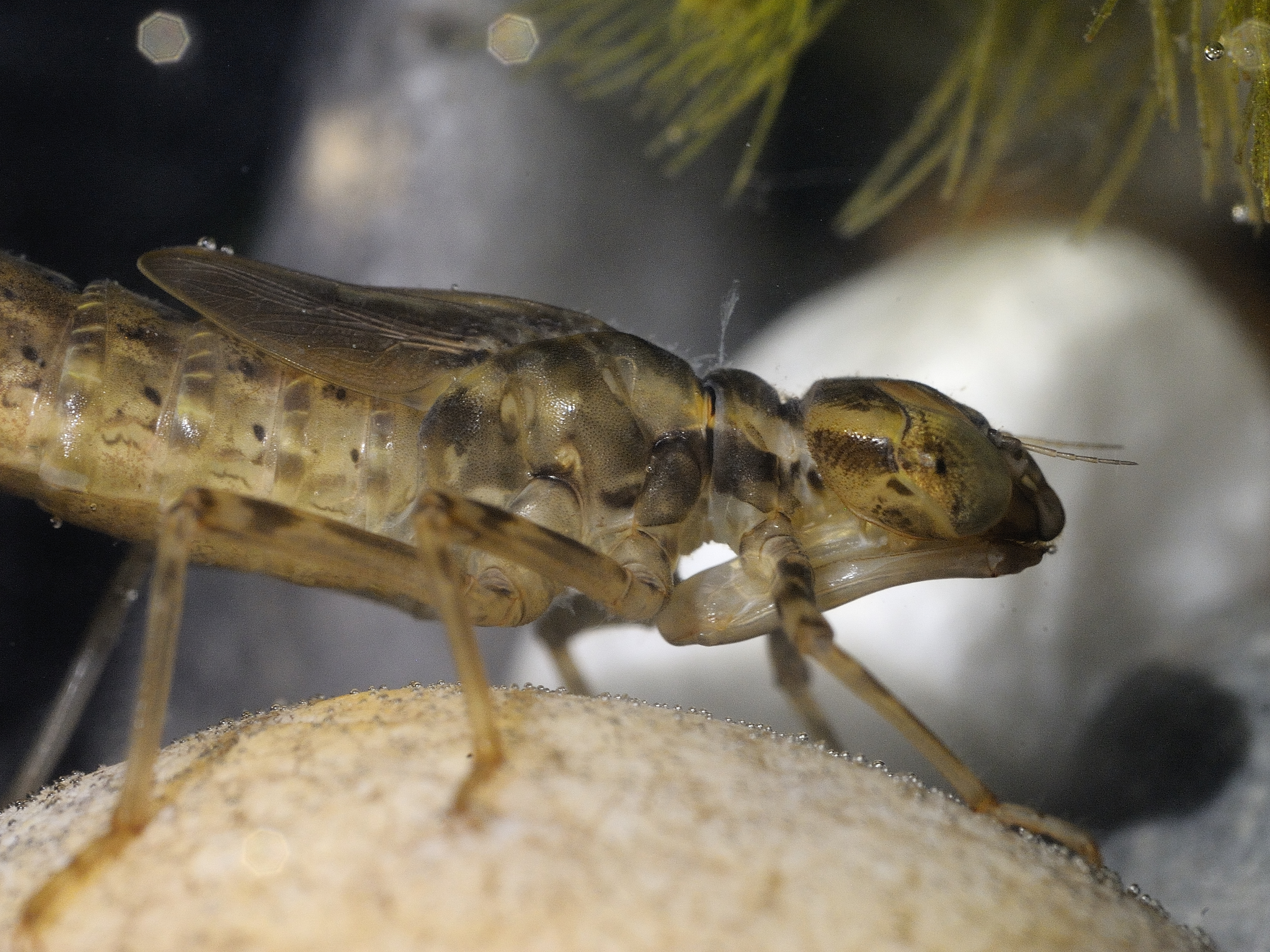
Личинка стрекозы синее коромысло (Aeshna cyanea). Маска находится в сложенном состоянии под головой

Маска — нижняя губа у личинок (наяд) стрекоз, видоизменённая в особый орган захвата добычи. Является наиболее характерным органом для личинок стрекоз и легко заметным при рассматривании их с брюшной стороны.
Образована удлинённой хитиновой пластинкой подбородка (mentum), который своим задним концом подвижно сочленяется с другой пластинкой, носящей название подподбородок (субментум, submentum), и является сочленённым, в свою очередь, с головой личинки, вследствие чего маска может выдвигаться вперёд и затем складываться. Сам подбородок состоит из трёх лопастей: средней и двух боковых, подвижно сочленённых между собой. Средняя лопасть имеет на внутренней стороне подбородочные щетинки. Боковые лопасти подбородка имеют подвижный крючок. На каждой боковой лопасти различают внешний край, который обращён кнаружи, внутренний, обращённый в спокойном состоянии к средней лопасти, и дистальный, сходящийся в спокойном состоянии с дистальным (дальним) краем второй боковой лопасти. Дистальный край часто несёт на себе много щетинок и бывает сильно изрезанным, либо же является лишь немного волнистым и имеет малочисленные редкие щетинки, либо небольшое количество зазубрин мелкого размера с 1—2 относительно крупными неподвижными зубцами (либо крючками), или же лишен их вовсе. Строение маски, наличие или отсутствие щетинок, а также их количество имеют большое значение при определении личинок.
Различают два типа масок: плоскую и шлемовидную. Плоская маска прикрывает собой в состоянии покоя рот личинки только снизу (средняя пластинка более или менее плоская, боковые лопасти лежат вместе с ней в одной плоскости), а шлемовидная маска прикрывает одновременно сверху, спереди и снизу.
Первый тип свойственен хищным личинкам, например, представителям родов Aeshna и Anax, которые хватают добычу большими подвижными зубцами на боковых лопастях.
Шлемовидная маска встречается у личинок, обитающих в иле, например, Libellula и Cordulegaster. Она имеет вид черпака и прикрывает голову личинки наподобие забрала. Средняя лопасть широкая, треугольной формы, вогнутая посредине, имеет на внутренней стороне два сходящихся ряда длинных щетинок. Боковые лопасти также треугольной формы, довольно сильно вогнутые, имеют редуцированный подвижный зубец и большое количество длинных щетинок, расположенных по наружному краю. Внутренний и дистальный край боковых лопастей снабжены небольшими зубцами и щетинками. Личинки, имеющие шлемовидную маску; открывая и закрывая её боковые лопасти, они захватывают добычу вместе с илом, а затем мелкие частицы просеиваются через своеобразное «сито», образованное длинными средними и боковыми щетинками.